# Jörgkellerita
La jörgkellerita és un mineral de la classe dels fosfats.

## Característiques
La jörgkellerita és un fosfat de fórmula química Na₃Mn³⁺₃(PO₄)₂(CO₃)O₂(H₂O)₅. Va ser aprovada com a espècie vàlida per l'Associació Mineralògica Internacional l'any 2015, i publicat per primera vegada el 2017. Cristal·litza en el sistema trigonal. Es troba en forma d'esferulites, de fins a 200 micres de mida, construïdes de plaques de fins a 10 micres de gruix. La seva duresa a l'escala de Mohs és 3. L'exemplar que va servir per a determinar l'espècie, el que es coneix com a material tipus, es troba dipositat a les col·leccions del departament de mineralogia de la Universitat Estatal de Sant Petersburg, a Rússia, amb el número de catàleg 19640/1.

## Formació i jaciments
Va ser descoberta al mont Oldoinyo Lengai, a la regió d'Arusha, a Tanzània. Sol trobar-se associada a la calcita i a la shortita, en carbonatites de calcita i shortita-calcita. És el resultat de l'oxidació a baixa temperatura de carbonatites de gregoryita-nyerereïta. La seva localitat tipus és l'únic indret on ha estat trobada aquesta espècie mineral.